# Strage di San Giovanni in Fiore
Con il nome di strage di San Giovanni in Fiore viene ricordato un episodio omicida commesso il 2 agosto del 1925 a San Giovanni in Fiore paese in provincia di Cosenza. La strage fu effettuata da carabinieri della milizia dell'ordine fascista, sotto il comando dell'ispettore Valente.

## Antefatto
Le vicende nazionali legate all'assassinio di Giacomo Matteotti, alle difficoltà del governo Mussolini, rinfoltirono i fronti di protesta delle opposizioni della comunità silana che culminarono in uno scontro tra fascisti da una parte e comunisti e socialisti dall'altra, avvenuto nel settembre del 1924. A San Giovanni in Fiore il Partito Fascista non riuscì ad attecchire in maniera vigorosa come in altre parti d'Italia, e le operazioni delle opposizioni erano favorite da questa situazione, tant'è che San Giovanni in Fiore divenne ben presto punto di riferimento dei socialisti e dei comunisti della provincia di Cosenza e Crotone. Il Partito Fascista, attraverso la sezione provinciale, nel timore di poter vedere ricostruita la "roccaforte socialista", si apprestò ad operare opportune contromosse. Figure di primo piano della sezione provinciale del Partito Fascista furono inviata nel febbraio del 1925 nella cittadina silana per affrontare l'annosa questione delle "cooperative contadine" che rischiavano di sciogliersi, comportando gravi problemi di ordine pubblico.
La maggioranza si dimostrò molto debole in seno al consiglio comunale, disorientata ed incapace sul da farsi, costringendo il sindaco Romei a dimettersi dal proprio incarico. Venne nominato un commissario governativo, un certo Giovanni Rossi che si vide dinanzi la difficile situazione finanziaria delle casse comunali e propose l'istituzione di nuove tariffe daziarie sulla base che
spostando in questo modo il carico fiscale dal ceto proprietario alle classi popolari, soprattutto ai contadini che già non vivevano un periodo florido, anzi, gli scontri sui possedimenti di terra e il diritto di poter coltivarne un pezzo erano fatti all'ordine del giorno.

## La vicenda
La risposta della popolazione non tardò, e dopo 9 giorni ci fu una contestazione contro il commissario Rossi. La sollevazione fu talmente veemente che il commissario fu costretto a lasciare il paese fuggendo.
La popolazione dopo la prima manifestazione non placò la sua ira, e il comandante locale della stazione dei carabinieri manifestò la preoccupazione di una grande rivolta di massa rivolgendosi direttamente ai suoi superiori provinciali. Questi si limitarono ad inviare a San Giovanni in Fiore un ufficiale con scarsa esperienza sul controllo delle pubbliche manifestazioni.
Il 2 agosto la città era praticamente pattugliata su tutti i fronti dai carabinieri locali. In giornata si mosse una enorme manifestazione spontanea popolare, alla quale parteciparono almeno 2.000 persone per protestare contro il dazio sul grano e contro gli stessi impiegati del comune accusati di assorbire la maggior parte delle risorse delle casse comunali. I carabinieri e la milizia fascista trovandosi spiazzati dall'enorme massa popolare, cominciarono a sparare sulla folla ad altezza uomo uccidendo cinque persone, fra cui una donna incinta al quinto mese, e ferendone 18, alcune in modo molto grave mentre una persona perse la vista.
La strage ottenne comunque l'effetto di impedire l'entrata in vigore delle tariffe daziarie.

## Le vittime
Le vittime della strage furono:
- Saverio Basile;
- Marianna Mascaro;
- Barbara Veltri;
- Filomena Marra (che portava un bimbo in grembo);
- Antonia Silletta;

## Il processo
Purtroppo come per tante stragi avvenute in Italia, anche per la strage di San Giovanni in Fiore non ci furono né processi né tantomeno condanne. Il governo fascista ricevette la relazione fatta dell'ispettore Valente che affermava come la rivolta fosse stata organizzata da movimenti bolscevichi vicino agli organi di opposizione ed ostili al governo fascista. Pertanto non si era tenuti a procedere a nessuna forma di processo né di ulteriore ispezione governativa.
L'ispettore Valente cercò anche di attenuare le colpe dei militari che spararono alla folla, sostenendo che i militari spararono per terra e i contadini furono colpiti solo da proiettili di rimbalzo.

## Curiosità
- La strage di San Giovanni in Fiore fa parte del periodo dei "Conflitti sociali" che avvennero di frequente nei paesi della Sila.
- Su questo fatto storico è imperniato il romanzo di Salvatore Belcastro Il Silenzio dei Lupi